# Silver bells
Silver bells, «Серебряные колокола» (латыш. Starptautiskais garīgās mūzikas festivāls «Sudraba zvani») — международный фестиваль духовной музыки, проходящий в Даугавпилсе (Латвия). Первый фестиваль состоялся в 2000 году и был приурочен к 725-летию города. Затем фестиваль проводился раз в два года.
В январе 2019 года прошел 13-й фестиваль, с 2 тыс. участников. 
В фестивале принимают участие хоры, вокальные ансамбли, оркестры и солисты. В рамках фестиваля проходят концерты, мероприятия и конкурс коллективов и солистов. Концерты проходят в храмах и концертных залах Даугавпилса и Латгалии (Латгалия). В одиннадцати фестивалях участвовало более 15 тысяч участников из Латвии, Литвы, Эстонии, Белоруссии, России, Венгрии, с Украины, из Польши, Германии, Дании, Италии. Призовой фонд конкурса составляет около 5000 евро. Особенностью фестиваля является его межконфессиональный характер:

Только в Даугавпилсе есть Святая горка, где рядом стоят храмы всех традиционных конфессий. И одна из традиций фестиваля — шествие хоров из храма в храм, в каждом из которых исполняется своё произведение. На сей раз этот необычный крестный ход начнется 10 января в 18.00 в православном Борисоглебском кафедральном соборе. Затем сотни хористов перейдут в старообрядческий храм. Их маршрут продолжится в католическом костеле Девы Марии и завершится в кирхе Мартина Лютера.

Фестиваль организует Даугавпилсская городская дума. Автор проекта и художественный руководитель фестиваля — Евгений Устинсков.